# ラモン・パスカル・ルンドクヴィスト
ラモン・パスカル・ルンドクヴィスト（Ramon Pascal Lundqvist、1997年5月10日 - ）は、スウェーデン・アルガトスラム出身のサッカー選手。TFF1.リグ・ギョズテペSK所属。ポジションはMF。

## 経歴
スウェーデン南部のエーランド島にある小さな田舎町アルガトスラムで1997年に生まれる。島を渡り、すぐ近くにあるテレカンテンという町のサッカースクールに入団し、その才能に目を付けた近隣の名門クラブカルマルFFの下部組織に加入する。2013年にはオランダのPSVアイントホーフェンの下部組織へ移籍した。2015年9月15日、ヨング・PSVへ昇格し、18日にはスパルタ・ロッテルダムとの試合でプロデビューを飾った。その後、トップチームへ昇格するも、ここではわずか2試合での出場で終わった。
2019年1月15日、エールディビジのNACブレダへ移籍し、2年間の契約を結んだ。
2019年6月7日、国内のFCフローニンゲンへ7月1日に移籍することが発表された。契約期間は4年間。
2021年8月25日、パナシナイコスFCに買取オプション付きのローン移籍で加入した。
2023年3月7日、フローニンゲンのゼネラルマネージャからも構想外であることを公言されると、エリテセリエンのサルプスボルグ08に1年契約で加入した。